# فاروق القصراوی
فاروق قصراوی (انگلیسی: Farouq Qasrawi؛ ۱۲ فوریه ۱۹۴۲ – ۱۰ نوامبر ۲۰۲۱) سیاست‌مدار اهل اردن بود.
فاروق قصراوی در ۱۰ نوامبر ۲۰۲۱، در سن ۷۹ سالگی درگذشت.